# Night on the Galactic Railroad (аніме)
Night on the Galactic Railroad (яп. 銀河鉄道の夜, латиніз.: Ginga Tetsudō no Yoru) — аніме-фільм 1985 року, знятий режисером Гісабуро Сугі за мотивами однойменної казки Кендзі Міядзави 1934 року. Сюжет розповідає про двох кошенят, Джованні й Кампанеллу, які лишають позаду життєві труднощі й вирушають у чарівну метафізичну подорож космосом.
Фільм був створений анімаційною студією Group TAC 1985 року і того ж року був нагороджений Премією імені Нобуро Офуджі.

## Сюжет
Джованні — синє кошеня, тато якого поїхав на риболовлю, а мама хворіє вдома. У школі під час уроку про Чумацький Шлях учитель запитує Джованні, з чого складається галактика. Джованні знає, що він зроблений із зірок, але чомусь не може цього сказати, і його однокласник Кампанелла робить те саме, щоб врятувати Джованні від кепкувань однокласників. Після школи Джованні працює верстальником у друкарні та купує буханець хліба та трохи цукру. Він повертається додому та виявляє, що молока не було доставлено того дня, тому він прямує до молокозаводу, де літній кіт каже йому повернутися пізніше.
Цієї ночі в місті проходить Фестиваль Кентавра, або Фестиваль зірок. Коли Джованні прибуває на урочистості, однокласники знущаються над Джованні за те, що він чекає від батька пальто. Джованні біжить на вершину пагорба на краю міста і дивиться на нічне небо. Раптом нізвідки з'являється дивний потяг, і Джованні сідає на нього. На борту до нього приєднується Кампанелла, і коли поїзд рушає, двоє дивляться на поля квітів із вікон свого вагона. Поїзд проїжджає повз Північний Хрест і зупиняється на зупинці, де Джованні та Кампанелла висаджуються. Вони спускаються по сходах і вказують на «Пліоценове узбережжя», де вони знаходять свого вчителя, який проводить розкопки скам'янілостей із кристалізованих пісків. Згодом вони повертаються до потяга, де зустрічають птахолова, який ловить чапель і перетворює птахів на цукерки. Джованні та Кампанелла допомагають сліпому радіооператору підключитися до його радіосистеми. Він вмикає передачу, яку літній пасажир ідентифікує як гімн «Ближче, мій Боже, до Тебе». Коли з'являється інспектор, Джованні знаходить у своїй кишені рідкісний квиток, який дозволяє йому їхати будь-куди, де курсує потяг. Потім до них на своїх місцях приєднується вихователь і двоє дітей, які були на борту корабля, який затонув після зіткнення з айсбергом. Вони діляться яблуками і проходять повз величезне кукурудзяне поле, де чують «Симфонію Нового Світу».
Коли потяг проїздить повз Скорпіона, один із дітей згадує історію про скорпіона, який загинув у колодязі після втечі від ласки: шкодуючи, що не пожертвував собою заради доброї справи, скорпіон молився, щоб принести щастя іншим у своєму наступному житті, і його тіло спалахнуло яскравим полум'ям, яке досі горить у нічному небі. Поїзд зупиняється біля Південного Хреста, де всі пасажири, крім Джованні та Кампанелли, висаджуються, аби потрапити до християнського раю. Джованні обіцяє, що він і Кампанелла повинні продовжувати подорож поїздом разом назавжди, але коли поїзд наближається до Коулсека, Кампанелла бачить те, що він називає «справжнім небом», де на нього чекає мати. Кампанелла виходить з потяга, залишаючи Джованні одного.
Джованні прокидається на вершині пагорба. Він повертається до молокозаводу, де цього разу забирає у фермера пляшку молока. По дорозі додому Джованні проїжджає містом і дізнається, що Кампанелла впав у річку, рятуючи одного з їхніх однокласників від утоплення. Джованні поспішає до річки, де він знаходить батька Кампанелли, який припинив пошуки свого сина, оскільки його зникнення сталося 45 хвилин тому. Він каже Джованні, що отримав листа від батька, в якому повідомляється, що він скоро повернеться додому. Джованні вважає, що Кампанелла знаходиться «на краю всесвіту», який, за його словами, він знає, «тому що ми досліджували його разом». Він клянеться бути схожим на скорпіона, який обіцяв приносити щастя іншим, і продовжує повертатися додому.

## Теми
Аніме має виразний притчевий характер і ставить глибокі питання про життя і смерть, адже із часом стає зрозуміло, що пасажири потяга в реальності вже мертві. В оригінальній казці автор виклав власне розуміння постулатів буддизму та християнства, тому релігійна тематика тут також дуже відчутна. Звертається фільм також до міркувань про тему дружби, самопожертви, самотності та інші теми, дозволяючи широке поле для інтерпретації його сенсів.

## Стиль
Творці аніме хотіли створити візуальну естетику, яка б підкреслювала притчевість і сюрреалістичність історії. Тому візуальна естетика не дуже нагадує аніме, але дуже нагадує магічний реалізм. Цікавим рішенням було зробити головних героїв антропоморфізованими котами, котре не бере свій початок з оригінальної казки. Сам Гісабуро Сугі в одному з інтерв'ю пояснив своє рішення зробити людей котами так: «Спочатку я хотів намалювати людей, але я не дуже добре малюю людей. Але я не думаю, що навіть якби я вмів малювати людей, я б це робив з людьми. Коли ви надаєте цій історії людське обличчя, це повністю змінює відчуття історії, визначаючи її навколо вашого власного образу, і я хотів цього уникнути».
Як зазначають автори книги «The Ghibliotheque Anime Movie Guide: The Essential Guide to Japanese Animated Cinema», заспокійливий художній стиль фільму водночас дещо тривожний і медитативний, акцент зберігається на емоціях героїв без зайвого їхнього оздоблення. М'які кольори, пласкі, широкі текстури та яскраві контрасти полів, дахів і вуличних ліхтарів нагадують ті, що надихали сюрреалістів своїми простими, легкими, відкритими просторами, котрі водночас привабливі і дивовижні.
Темп фільму досить спокійний і розмірений, а вибір кольорової палітри також чудово підкреслює самотність Джованні: це тепла порожнеча, водночас приваблива й моторошна. «Night on the Galactic Railroad» справді нагадує сонну, поетичну, тяглу в часі поїздку потягом, а сам Джованні великою мірою і сам є пасажиром цієї історії, рідко виявляючи якісь сильні емоції.

## Сприйняття і критика
«Night on the Galactic Railroad» був позитивно оцінений критиками, про що свідчить, зокрема, вже згадана Премія імені Нобуро Офуджі 1986 року за «інновації в анімаційному кіно». Аніме також входить до 50 ключових аніме-фільмів на думку оглядачів Британського інституту кіно.. На IMDb рейтинг фільму складає 7,0..